# Elfreda Reyes
Pour les articles homonymes, voir Reyes.
Elfreda Reyes, née en 1901 et morte en 1992, est une militante syndicale, suffragette, militante des droits des femmes et militante politique pendant la lutte du Honduras britannique pour son indépendance du Royaume-Uni. Elle contribue à fonder le Jobless Workers Union (« Syndicat des chômeurs ») et fait pression pour des réformes du travail, notamment des lois sur les salaires et les horaires, mais aussi pour la Women's League (« Ligue des femmes »), qui s'est battue pour l'autonomisation sociale, économique et politique des femmes.

## Biographie
Elfreda Stanford est née en 1901 au Honduras britannique d'un immigrant créole Bajan (en), George Stanford et de son épouse Louisa. En 1910, elle est sélectionnée pour les cérémonies du 10 septembre, pour la commémoration de la bataille de St George's Caye, afin de prononcer le discours de loyauté des écoliers au gouverneur. En 1919, elle travaille comme domestique dans l'une des familles britanniques blanches en tant qu'ouvrière sans qualification. Dans les années 1920, Stanford épouse Solomon Trapp. Entre 1924 et 1925, Trapp devient une « nouvelle voix politique significative » sur les questions de genre et de classe.
Elle était ce que l'on appelle au Belize une femme Bembe. Ce terme désigne principalement les femmes de la classe ouvrière, qui « n'ont pas peur de se battre ou de maudire... », mais qui refusent d'être définies par des moralistes parce qu'elles se considèrent comme engagées dans une lutte justifiée pour leurs droits ou leur nation. Elle prend la parole lors des auditions constitutionnelles de 1932, où elle demande aux autorités de protéger les intérêts des femmes travailleuses, mais ne fait pas pression en faveur du suffrage universel sur la base du manque d'éducation. À la même époque, elle est l'une des fondatrices du Jobless Workers Factor. Le 15 novembre 1933, l'Independent publie l'avis de décès de son époux Solomon Trapp. Le 1er octobre 1934, elle fait partie des femmes qui dirigent la prise de contrôle du plus grand employeur privé du Honduras britannique, la scierie BEC (BEC Sawmill). Au départ, le groupe est dirigé par Tony Soberanis, mais lorsque les hommes se retirent, les femmes noires prennent la tête du conflit social et repoussent les hommes blancs en brandissant des bâtons, tout en commentant la lâcheté de leurs propres dirigeants masculins.
En 1935, Elfreda Trapp et ses sœurs Virginia et Ianthe Stanford sont membres de la Labourers and Unemployed Association (LUA, « Association des travailleurs et des chômeurs »), dont la position s'est radicalisée, et Trapp est désormais en faveur du suffrage universel. Lorsque la LUA marque son premier anniversaire en mars 1935 avec de nouvelles élections, les vainqueurs sont Rosannah Branche, Sarah Johnson, Amybell Pratt (présidente), Pearl Tennyson, Christobel Usher et Elfreda Trapp. Les femmes de la LUA organisent la Women's League en 1935 avec pour objectif de créer une démocratie nationale sans hiérarchie de classe, de sexe ou de race. La pétition qu'elles envoient au gouvernement pour demander le suffrage inclut les Noirs, les Garifunas, les Métis et les Mayas, les 98 % de la population qui ne gagnaient pas 25 dollars par mois et toutes les personnes âgées de 21 ans et plus. À la même époque, les infirmières de la Croix Noire (en) se séparent des femmes de la LUA pour des raisons de classe, car les infirmières n'étaient pas favorables à l'émancipation des « classes populaires turbulentes ».
En 1940, pendant la saison sèche, un groupe de femmes du quartier de Mesopotamia à Belize City est désigné pour demander au secrétaire colonial que les conduites d'eau de la ville restent ouvertes plus longtemps que l'heure habituelle. N'obtenant pas de réponse positive, une réunion publique est organisée au cours de laquelle Elfreda Trapp est la seule femme à prendre la parole. Elle préconise d'engager des femmes pour collecter les jetons d'eau afin de mieux organiser les files d'attente. En fin de compte, sa suggestion est rejetée et le gouvernement débloque plus d'eau. Dans les années 1940, elle se remarie et devient Elfreda Reyes. Dans les années 1950, lorsque le Parti uni du peuple (People's United Party, PUP) commence à demander l'indépendance vis-à-vis de la Grande-Bretagne, les femmes pauvres affluent vers le parti car les jeunes dirigeants nationalistes acceptent de les prendre comme alliées, ce qu'aucun autre parti ne ferait. Elfreda Reyes est très active sur le plan politique. En 1951, lorsque le gouverneur dissout le conseil municipal à majorité PUP pour contrecarrer les objectifs nationalistes, Reyes prend la tête d'une manifestation devant la Government House (en).
Pendant la grève générale qui a lieu d'octobre à décembre 1952, Reyes distribue de la nourriture aux grévistes qui ont arrêté le travail à la scierie BEC, au site de construction de l'hôtel Fort George, au département des travaux publics, au front de mer et aux équipes de voirie de Belize City jusqu'au district de Cayo. À la fin de la grève, Reyes dirige une réunion au cours de laquelle les employées de maison demandent, et finalement obtiennent, des contrats écrits, un salaire minimum et un plafond de 48 heures de travail par semaine. Début 1953, Reyes et sa sœur Virginia Stanford dirigent une grève des employées de maison au cours de laquelle elle est à la tête de 400 employées réclamant un meilleur salaire. La même année, elle est élue au conseil général et exécutif du Union générale des travailleurs (en) (GWU). Le conseil, composé de dix personnes, élit quatre femmes : Elfreda Reyes, Hazel Gentle, Enid Panting et Elsa Vasquez.
En 1956, une scission se produit au sein du parti avec des accusations de diffamation à l'encontre de Nicholas Pollard. Elfreda Reyes fait partie de ceux qui signent la déclaration accusant Pollard et présente sa démission du PUP, dont elle dira plus tard que c'est parce qu'elle estime que la direction du PUP par George Cadle Price devient plus conservatrice et élitiste. Elle rejoint la British Honduras Federation of Women (BHFW, « Fédération des femmes du Honduras britannique »), qui est principalement composée de réformateurs de la classe moyenne et qui est généralement considérée comme alignée sur des idéaux non nationalistes, et dont la voix et les plans d'action sont généralement mis en œuvre selon le modèle élitiste et colonial. En 1956, Reyes organise des politiques de formation pour la BHFW à l'intention des domestiques souhaitant obtenir un emploi au Canada. En 1958, Reyes est trésorière de l'organisation. En 1962, Reyes adhère au Parti de l'indépendance nationale (en) (National Independence Party, NIP) et est nommée membre du nouveau Comité des domestiques du ministère du Travail. À la fin des années 1960, Reyes s'efforce de maintenir ouvertes les crèches pour les femmes pauvres qui travaillent. Elle reste active en politique jusqu'à l'indépendance du Belize en 1981.
Reyes meurt en 1992 à Belize City.